# 오미자차

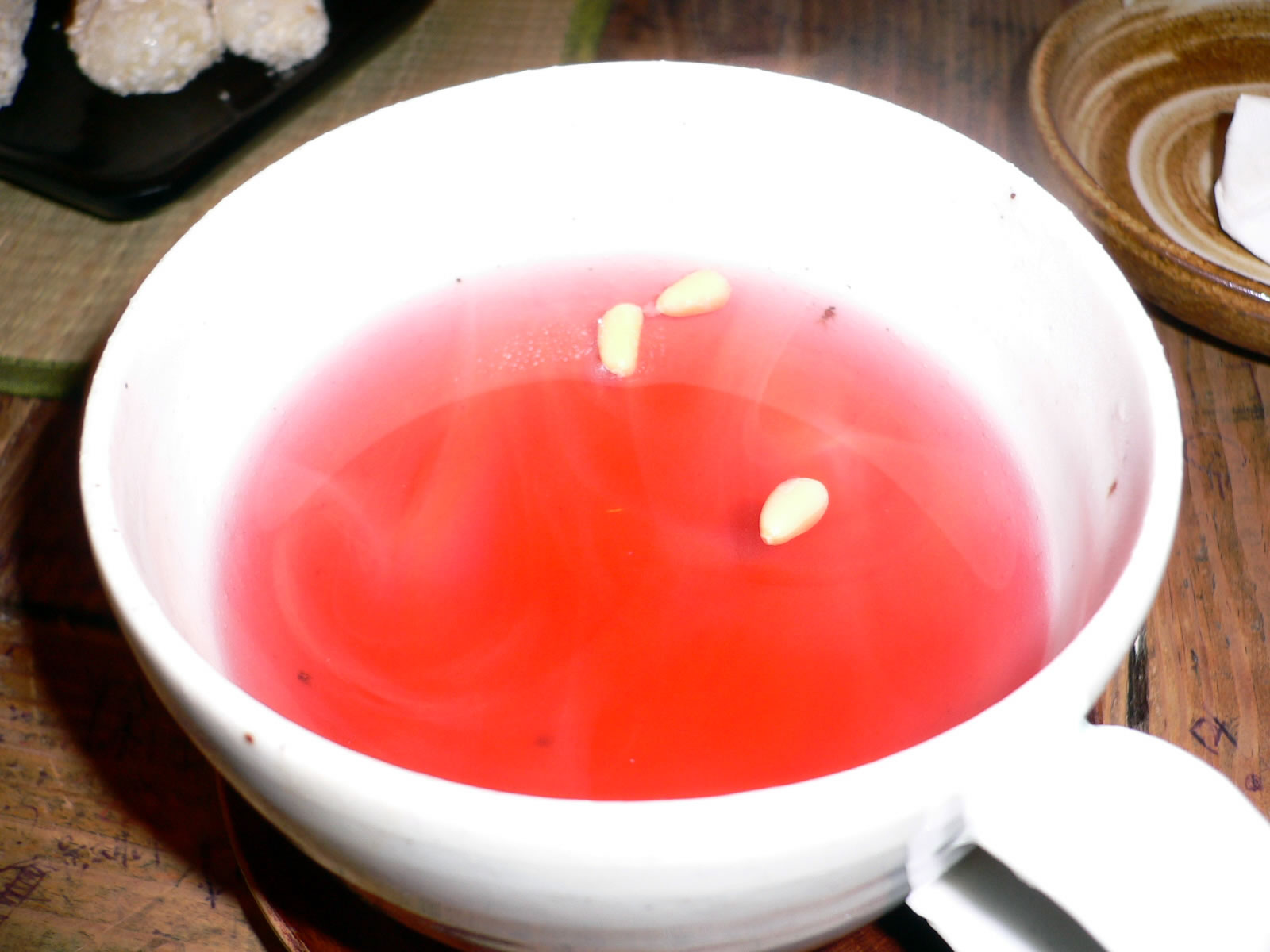
오미자차 1

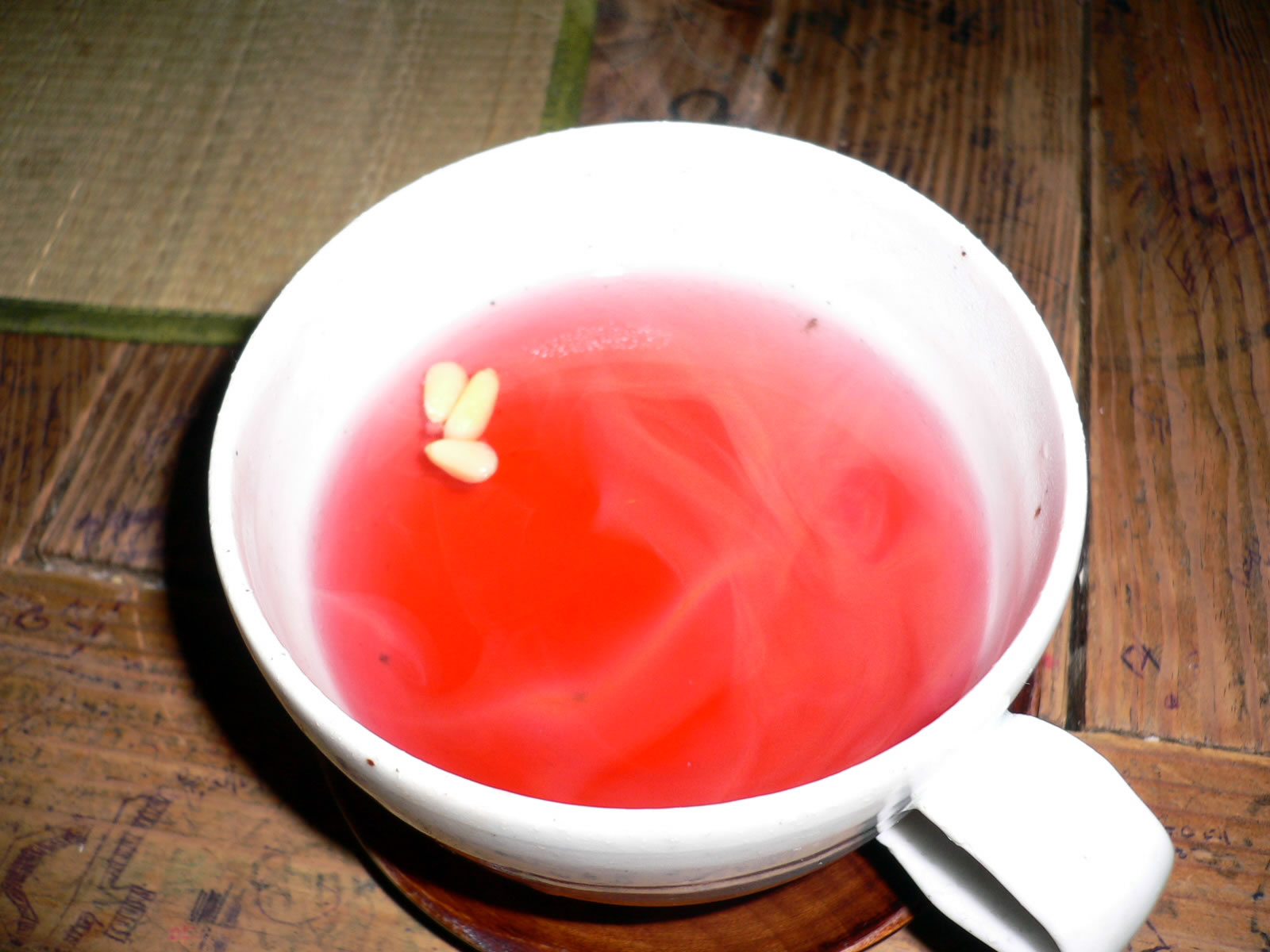
오미자차 2

오미자차(五味子茶)는 오미자를 달여 만든 전통차이다. 꿀이나 설탕을 곁들여 마시기도 한다.

## 갤러리

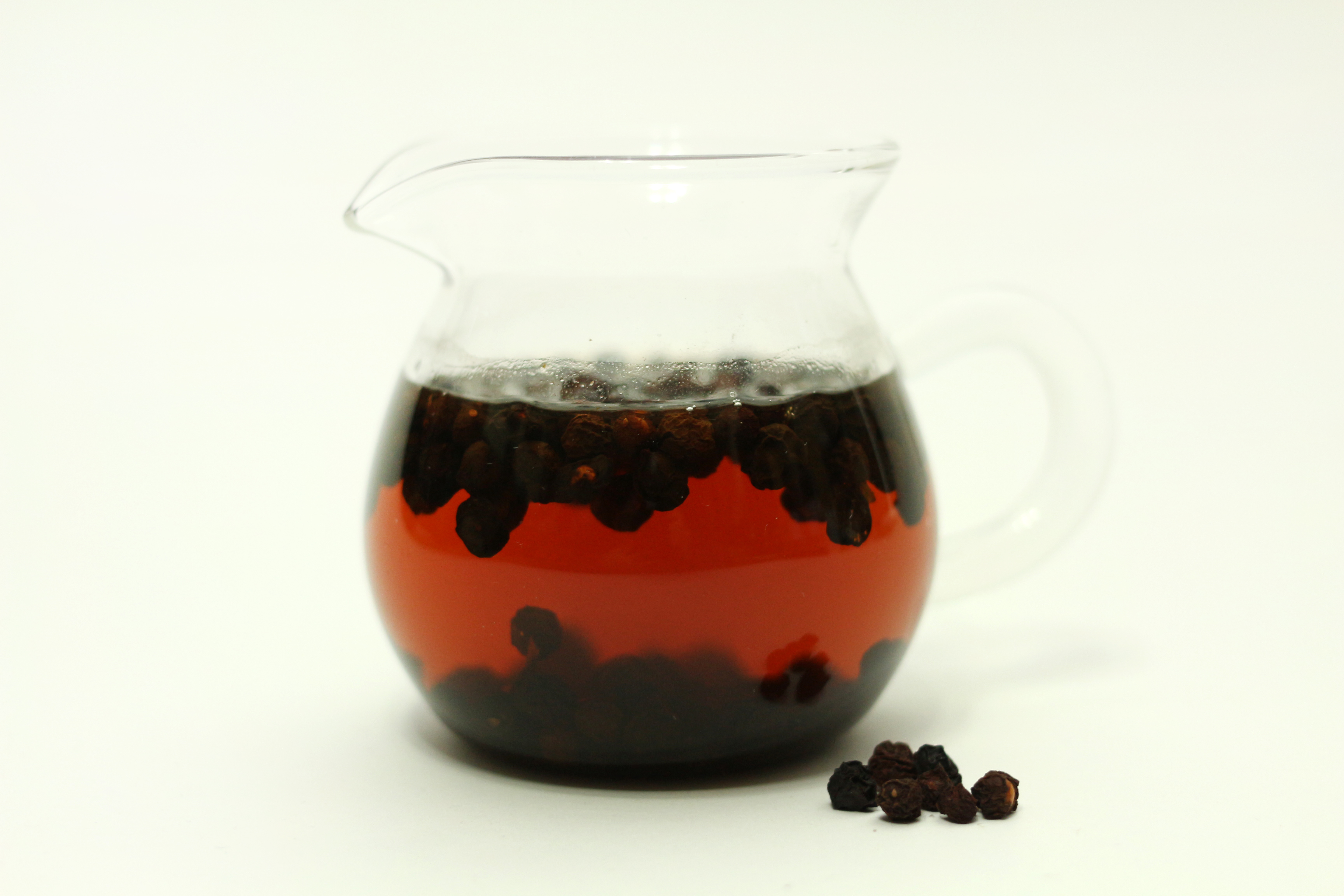
오미자차
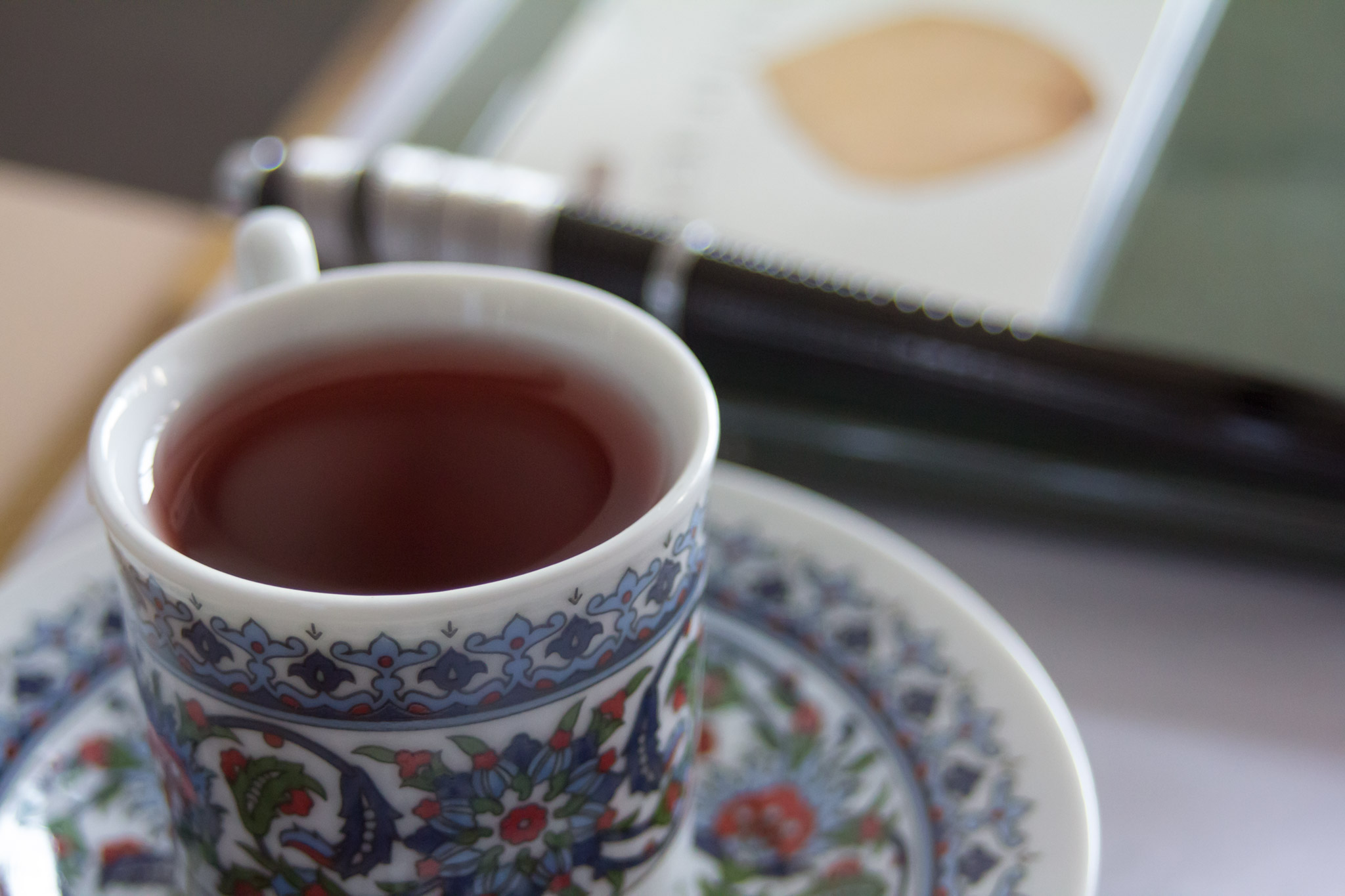
오미자차

## 같이 보기
- 오미자화채